# Крузър Мк I
Крузър Mk I (A9), англ. Cruiser, Mk I (A9) е британски танк разработен в периода между двете световни войни. Това е първият крайцерски танк (cruiser tank): бърз танк проектиран да заобикаля основните противникови линии и да атакува комуникационните линии, както и противниковите танкове. Крузър Mk II е по-тежко бронираната разновидност, разработена по същото време.

## Дизайн и разработка
А9 е разработен от сър Джон Карден от Викерс-Армстронг през 1934 г., като целта е да замени Викерс Медиум Марк II. Тъй като това става по време световната икономическа криза, дизайнът на танка страда от финансовите ограничения. Това е първият британски танк с централно разположено оръдие и хидравлично завъртаща се купола. Той е слабо брониран – челната броня достига до 14 mm дебелина и почти изцяло е вертикална. Екипажът е от 6 души (командир, стрелец, пълнач, механик-водач и двама картечари).
Танкът преминава тестове през 1936 г. и през лятото на 1937 г. са поръчани 125 броя. 75 от тях са построени от Харланд и Улф, а останалите 50 от Викерс. По-късно пехотният танк Валънтайн използва същия корпус и окачване, но със значително повече броня.
А9 има маса 12 t, с дължина 5.8 m, височина 2.65 m, ширина 2.5 m.

## Конструкция
Танкът е изграден по класическа компоновка – отделение за управление в предната част, където се намират механик-водачът и двамата стрелци на курсовите картечници, бойно отделение с командир, мерач и пълнач, и машинно-трансмисионно отделение. Отделението на механик-водача и бойното отделение не са отделени. Корпусът и куполата са от стоманени листове, съединени посредством нитове. Дебелината на бронята е между 6 и 14 mm.

## Двигател
Първоначално е използван автомобилен двигател Ролс-Ройс, но той се оказва недостатъчно мощен и е заменен с автобусния двигател AEC Typ 179 – 6-цилиндров бензинов с водно охлаждане и мощност 150 к.с. Работният му обем е 9500 см3. Запасът от ход е 241 km (150 мили). Максималната скорост по шосе е 40 km/h (25 мили/ч), а по пресечен терен – 24 km/h (15 мили/ч).

## Ходова част
Състои се от по 6 гумирани опорни ролки на страна (две от тях са с по-голям диаметър, а останалите 4 са сдвоени), 3 гумирани поддържащи ролки, задно водещо и предно направляващо колело. Веригата е с ширина на стоманените тракове 315 mm. Окачването е с пружинни спирални ресори и хидравлични амортисьори Нютон.

## Въоръжение
Основното въоръжение на танка е 40-mm нарезно оръдие QF 2-pounder. Модификацията Mark I CS, която е предвидена за близка поддръжка (CS – close support), е въоръжена с 94-mm гаубица (QF 3.7-inch mountain howitzer). Боекомплектът на танка е 100 снаряда или 40 за гаубицата.
Спомагателното въоръжение е три 7,7-mm тежки картечници „Викерс“ с водно охлаждане – едната е сдвоена с оръдието на куполата, а другите две са в малки куполки в предната част на корпуса, като за всяка от тях има стрелец. Боекомплектът за картечниците е 3000 патрона.

## Служба
Танкът влиза на въоръжение през 1939 г. Използван е в първите години на Втората световна война. С него е въоръжен експедиционният корпус във Франция през 1940 г. - 1-ва танкова дивизия, която изоставя танковете си при изтеглянето в Дюнкерк. Използван е по време на Северноафриканската кампания от 2-ра и 7-а танкови дивизии в Египет, както и от 3-ти кралски танков полк при защитата на Тобрук през 1941 г. Част от танковете на този полк са прехвърлени и за бойните действия в Гърция през 1941 г. Двуфунтовото оръдие е ефективно срещу италианските танкове и германските танкове на генерал Ромел от типа Panzer II и Panzer III. Но малката броня го прави лесно уязвим. Друг проблем е липсата на осколочно-фугасни снаряди за борба с пехотата за двуфутовото оръдие, както и за 94-mm гаубица на разновидността Марк I CS.
Механичната ненадежност на този танк също е недостатък – в частност веригите, чиито тракове са се разкачали лесно.

## Разновидности

### Марк I (А9)
Използван е от британската 1-ва бронетанкова дивизия при битката за Франция през 1940 г. До 1941 г. е използван от британските 2-ра и 7-а бронетанкови дивизии по време на Северноафриканската кампания.

### Марк I CS
Разполага с 94-mm/L15 гаубица, адаптирана от 94-mm планинска гаубица от Първата световна война. Боекомплектът е от 40 снаряда, основно димни за създаване на димна завеса.